# 全球商品鏈
全球商品鏈（Global Commodity Chains，縮寫 GCC），这一概念最早是由美国杜克大学格里芬教授提出了的，為商品鏈的研究，提供了系統性的分析。
格里芬強調GCC有四個部分必須去注意：
1. 產出-產入（Input-output）的結構
2. 領域性
3. 政治的結構[1]
4. 制度的框架[2]

另外，商品鏈是一個建立內在組織化的網絡系統，與位置的特殊性、社會性與當地結合。